# 1360
1360 (MCCCLX) a fost un an bisect al calendarului iulian, care a început într-o zi de vineri.

## Evenimente
- Tratatul de la Brétigny: Tratat prin care Anglia și Franța au încheiat prima fază a Războiului de 100 de Ani, războiul reizbucnind în 1369.

## Arte, Știință, Literatură și Filozofie
- Este construită cea mai veche mănăstire din Bucovina și Moldova, Mănăstirea Bogdana (Rădăuți, jud. Suceava).

## Nașteri
- Baiazid I (Fulgerul), sultan al Imperiului Otoman (1389-1402), (d. 1403)

## Decese
- dată necunoscută: Nichifor Gregoras  (n. 1295)
- 29 septembrie: Ioana I, Contesă de Auvergne  (n. 1326)
- 25 decembrie: Beatrice de Bavaria  (n. 1344)